# 갸하하 삼총사
갸하하 삼총사(일본어: ギャハハ三銃士)는 아카쓰카 후지오와 후지코 후지오와 쓰노다 지로 삼자에 의한 합작 개그 만화이다. 1966년에 주간 소년 선데이 신년증간호 "설날만화호"의 특별 단편 작품으로 발표되었다.
『오소마츠군』『오바케의 Q 타로』『블랙단』의 캐릭터들이 한자리에 모여 펼치는 서유기를 모티브로 한 좌충우돌 개그 만화이다.
또한 『삼총사』라고 제목에 있지만 알렉상드르 뒤마 페르 원작의 소설 『삼총사』와는 무관하다.